# America Town
America Town è il secondo album del cantante statunitense Five for Fighting, pubblicato nel 2000.

## Tracce
1. Easy Tonight
2. Bloody Mary (A Note on Apathy)
3. Superman (It's Not Easy)
4. America Town
5. Something About You
6. Jainy
7. Michael Jordan
8. Out of Love
9. The Last Great American
10. Love Song
11. Boat Parade
12. Alright

- "Do You Mind? (ghost track)